# Elección para gobernador de Misuri de 2020
La elección para gobernador de Misuri de 2020 tuvo lugar el 3 de noviembre, en conjunto con la elección presidencial de Estados Unidos, así como elecciones al Senado de los Estados Unidos, elecciones a la Cámara de Representantes y varias elecciones estatales y locales. El gobernador republicano titular Mike Parson se postuló y fue reelegido para un nuevo mandato.
En octubre de 2020, The Washington Post identificó esta elección estatal como una de las ocho cuyos resultados podrían afectar el equilibrio partidista durante la redistribución de distritos posterior al censo.
Mike Parson ganó las elecciones con un abrumador 57.1%, superando ampliamente todas las encuestas electorales y justificando la tendencia del antiguo estado oscilante hacia los republicanos. Galloway sufrió el margen de derrota más duro para un candidato demócrata a gobernador en Misuri desde la derrota de Betty Hearnes en 1988.

## Primaria Republicana

### Candidatos

#### Nominado
- Mike Parson, Gobernador titular de Misuri y exsenador del Estado.[2]

#### Eliminados en primarias
- Saundra McDowell, veterana de la Fuerza Aérea y candidato republicano a Auditor del Estado de Misuri en 2018.[3]
- Jim Neely, representante estatal por el 8º distrito.[4]
- Raleigh Ritter, ganadero y empresario.[5]

#### Candidaturas declinadas
- Jay Ashcroft, Secretario de Estado de Misuri.[6]
- Eric Greitens, exgobernador de Misuri.[7]
- Tony Monetti, piloto de bombardero retirado, vicedecano de aviación en la University of Central Missouri y candidato republicano al Senado de los Estados Unidos en 2018.[8]

### Resultados
|  | 74.93 % |

|  | 12.36 % |

|  | 8.72 % |

|  | 3.99 % |

|  | 100 % |

## Primaria Demócrata

### Candidatos

#### Nominada
- Nicole Galloway, Auditora del Estado de Misuri.[9]

#### Eliminados en primarias
- Eric Morrison, líder comunitario y pastor.[10]
- Antoin Johnson.[11]
- Jimmie Matthews.[11]
- Robin Quaethem.[11]

#### Candidaturas declinadas
- Sly James, exalcalde de Kansas City.[12]
- Jason Kander, ex Secretario de Estado de Misuri, candidato al Senado de los Estados Unidos en 2016, excandidato a la alcaldía de Kansas City en 2019.[13]
- Claire McCaskill, Exsenadora de los Estados Unidos.[14]
- Scott Sifton, Senador del Estado por el 1º distrito y ex representante estatal del distrito 96.[15]

### Resultados
|  | 84.62 % |

|  | 6.02 % |

|  | 3.83 % |

|  | 3.77 % |

|  | 1.76 % |

|  | 100 % |

## Encuestas
| Fuente                                  | Fecha                    | Tamaño de muestra | Margen de error | Mike Parson (R) | Nicole Galloway (D) | Indecisos |
| --------------------------------------- | ------------------------ | ----------------- | --------------- | --------------- | ------------------- | --------- |
| Remington Research Group/Missouri Scout | 28-29 de octubre de 2020 | 1.010             | +/- 3%          | 50%             | 44%                 | 5%        |
| Cygnal                                  | 18-20 de octubre de 2020 | 600               | +/- 4%          | 48%             | 42%                 | 10%       |

## Resultados
|  | 57.11 % |

|  | 40.69 % |

|  | 1.63 % |

|  | 0.57 % |

|  | 100 % |

|  | 70.07 % |